# Tomorrow (låt av Gianluca Bezzina)
Tomorrow är en låt med den maltesiska sångaren Gianluca Bezzina. Låten är skriven av Boris Cezek och Dean Muscat.

## Eurovision
Den 2 februari 2013 vann Gianluca Bezzina med låten i Maltas nationella uttagningsfinal till Eurovision Song Contest 2013. Låten var juryns favorit men TV-tittarna föredrog "Needing You" med Kevin Borg. Genom det kombinerade slutresultatet blev "Tomorrow" vinnare.
Låten blev därmed Maltas bidrag i Eurovision Song Contest 2013 som skulle hållas i Malmö i Sverige. Bezzina framförde låten i Malmö Arena i den andra semifinalen som hölls den 16 maj 2013. och gick vidare till final där bidraget kom på en åttonde plats.